# Godfrey Copley
Sir Godfrey Copley FRS (omkring 1653 – 9. april 1709) var en velhavende engelsk landejer, kunstsamler og offentlig person, som boede i Sprotbrough, nu del af Doncaster i South Yorkshire.
Han huskes primært for at have stillet en testamentering til rådighed for Royal Society i London i 1709, hvilken finansierede en årlig videnskabspris, Copleymedaljen, Society'ets førende pris til videnskabelige bedrifter.
Copley var søn af Sir Godfrey Copley (1623–1677), som var blevet slået til baronet af Kong Karl II i 1661, og han efterfulgte sin fars titel i 1678. Han blev valgt som medlem af Royal Society i 1691. Han var desuden parlamentsmedlem for Aldborough fra 1679 til 1685 og for Thirsk fra 1695 til 1709, og han var også kommissær for offentlige finanser og kontrollør af hærens finanser.